# 拉贡特里-布卢内
拉贡特里-布卢内（法語：La Gonterie-Boulouneix，法語發音：[la ɡɔ̃tʁi bulunɛ]）是法国多尔多涅省的一个旧市镇，属于农特龙区。2019年，拉贡特里-布卢内与临近的5个市镇并入市镇佩里戈尔地区布朗托姆。

## 地理
拉贡特里-布卢内（45°23'16"N, 0°35'20"E）面积11.79 平方千米，位于法国新阿基坦大区多爾多涅省，该省份为法国西南部内陆省份，是法國本土面积第三大的省，大致对应佩里戈尔地区，北起顺时针与夏朗德省、上维埃纳省、科雷兹省、洛特省、洛特-加龙省、吉倫特省和滨海夏朗德省接壤。
与拉贡特里-布卢内接壤的市镇（或旧市镇、城区）包括：圣克雷潘德里什蒙、圣费利克斯-德布尔代耶、佩里戈尔地区布朗托姆、波萨克和圣维维安、莱吉亚克-德塞尔克勒、圣于连德布尔代耶。
拉贡特里-布卢内的时区为UTC+01:00、UTC+02:00（夏令时）。

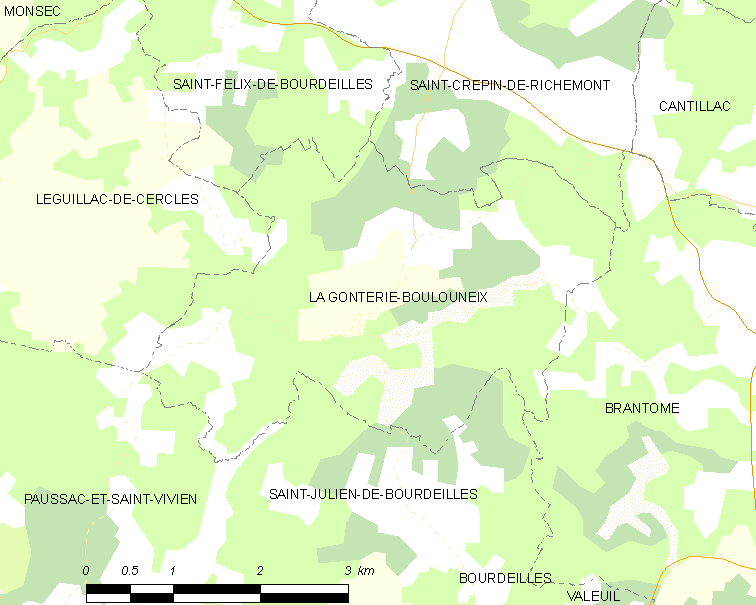
拉贡特里-布卢内的OSM定位图

## 行政
拉贡特里-布卢内的邮政编码为24310，INSEE市镇编码为24198。

## 政治
拉贡特里-布卢内所属的省级选区为佩里戈尔地区布朗托姆县。

## 人口

1962-2008年间拉贡特里-布卢内人口变化图示

拉贡特里-布卢内于2018年1月1日时的人口数量为253人。